# Taglio-Isolaccio
 Taglio-Isolaccio  là một xã ở tỉnh Haute-Corse trên đảo Corse, Pháp. Xã này có diện tích 11,47 km², dân số năm 1999 là 535 người. Khu vực này có độ cao trung bình 340 mét trên mực nước biển.